# 支那暗殺團
支那暗殺團（英語：Chinese Assassination Corps）是劉師復在1909年在英屬香港成立一個暗殺組織，劉思復擔任團長，高劍父擔任副團長，陳炯明是團員之一。該組織主要策劃刺殺大清广东省高官，民國元年（1912年）即解散。

## 歷史
劉師復在1905年留学日本东京，加入了同盟会，从一名俄国无政府主义者處學會炸彈製造技術。1906年春於广州旧仓巷凤翔书院制造炸弹謀圖刺當時的廣東水師提督李准，炸彈發生爆炸而導致事泄被捕。
1909年劉被釋放之後就在香港組建了“支那暗杀团”，1911年8月13日派遣林冠慈在廣州双门底（今北京路北段）成功炸傷李准，因此而有了一定的名氣。 據其團員李熙斌所述，劉師復在李準案後打算繼續刺殺李準，此外两广总督张鸣岐也是其目標。在獲悉凤山將要上任之後一度要更改計劃謀刺鳳山，已經安排好團員李熙斌、朱述堂和梁倚神抵達廣州。但是因為得知了黄兴也有同樣的計劃而改派梁倚神协助黄兴，同年10月25日凤山被梁依神派出的李沛基炸死。
1912年初曾派人北上謀劃刺殺攝政載灃，但因為很快南北議和成功，因而沒有繼續進行。隨著中華民国的建立，該組織因“初志已遂，议决自行解散，且耻于求名，遂将团章盟书与年来会议函扎等文件，悉皆烧毁。”

## 組織
支那暗杀团為了培養團員的膽識，會在夜間舉行入會儀式。入會者進入漆黑的屋子，桌子中間是放著骷髏頭、點著白色蠟燭的桌子。這些儀式可能是受到了俄國民粹派的影響。高劍父曾就此儀式繪製過畫作《骷髏頭》，是入會者必看的作品。除去儀式之外，該團還負責培訓暗殺技能。最終人員構成分為負責暗殺者和提供後勤者，團章上刻有“同心同德”四字。
支那暗杀团曾在广州河南（今海珠区）共设立過三个据点，即裱画店“守真阁”（南华西鳌洲内街，原同盟會廣東分會總部）、“源利木店”（河南尾），“信安颜料店”（金華廟）。這三個據點現在都已經無跡可尋。